# Opopaea sanaa
Opopaea sanaa är en spindelart som beskrevs av Michael Ilmari Saaristo och van Harten 2006. Opopaea sanaa ingår i släktet Opopaea och familjen dansspindlar. Inga underarter finns listade i Catalogue of Life.